# كاتي برايس
كاتي برايس (بالإنجليزية: Katie Price)‏ (ولدت كاترينا إيمي أليكساندرا أليكسيس إنفيلد، 22 مايو 1978) عرفت باسم مستعار جوردن، شخصية تلفزيونية وعارضة إنجليزية، ظهرت لأول مرة في عام 1996 كعارضة أغراء في صحيفة ذي صن البريطانية، وادى نجاحها لدخول في مجالات مختلفة بما في ذلك عروض التلفزيونية والأزياء والموسيقى.
في عام 2004 ، ظهرت برايس في السلسلة الثالثة من البرنامج التلفزيوني أنا من المشاهير ... أخرجني من هنا! وفي العام التالي ، كانت في المركز الثاني في البحث عن دخول المملكة المتحدة في مسابقة الأغنية الأوروبية. . في عام 2006 ، أصدرت ألبومها الاستوديو الأول ، عالم جديد بالكامل ، بالتعاون مع زوجها آنذاك بيتر أندريه. عاد السعر إلى أنا من المشاهير ... أخرجني من هنا! لمسلسلها التاسع في عام 2009 ، وكانت الفائزة بالمسلسل الخامس عشر من Celebrity Big Brother في عام 2015. كما لعبت دور البطولة في مسلسلها التلفزيوني الواقعي ، بما في ذلك Jordan (2002-2005) ، Katie & Peter (2004-2009) ، ما فعلته كاتي بعد ذلك (2009-2010) ، بتوقيع كاتي برايس (2011) ، كاتي (2011-2012) ، وكاتي برايس: حياتي المجنونة (2017-2019).

## نشأتها
ولدت كاترينا إيمي ألكسندرا ألكسيس إنفيلد في برايتون، شرق ساسكس، في جنوب شرق إنجلترا، كانت برايس هو الطفل الوحيد لراي وآيمي إنفيلد، ترك والدها العائلة عندما كانت في الرابعة من عمرها، وفي عام 1988 تزوجت والدتها من عامل البناء بول برايس، وبعد ذلك حصلت على لقبه. لديها أخ أكبر يُدعى دانيال وأخت أصغر تُدعى صوفي. هي من أصول إيطالية وإسبانية وإنجليزية ويهودية. كانت جدة أم برايس يهودية، لكنها ليست متدينة.
حضر برايس مدرسة بلاتشينجتون ميل في هوف في شرق ساسكس. لقد برعت في الرياضة والسباحة لساسكس في المسابقات الإقليمية. خلال طفولتها، طورت أيضًا شغفًا بالخيول وركوب الخيل. بدأت في عرض الأزياء عندما كانت طفلة، وفي سن 13 عامًا عملت كعارضة أزياء لخط ملابس. في سن السابعة عشرة غيرت اسمها وأسقطت لقب والدها راي، الذي غادر المنزل عندما كانت في الرابعة من عمرها، وأخذت الاسم الأخير لزوج والدتها الثاني، بول برايس.

## روابط خارجية
- كاتي برايس على موقع IMDb (الإنجليزية)
- كاتي برايس على موقع ميوزك برينز (الإنجليزية)
- كاتي برايس على موقع إن إن دي بي (الإنجليزية)
- كاتي برايس على موقع ديسكوغز (الإنجليزية)
- كاتي برايس على موقع قاعدة بيانات الفيلم (الإنجليزية)
- كاتي برايس
 – الموقع الرسمي
- كاتي برايس التسجيلات من ديسكاغز.كوم